# جرل واکر
جرل واکر (به انگلیسی: Jearl Walker) (زادهٔ ۱۹۴۵–پنساکولا، فلوریدا) از فیزیک‌دانان اهل ایالات متحدهٔ آمریکا است. وی یکی از نوبسندگان کتاب مبانی فیزیک بوده و در دانشگاه ایالتی کلیولند به تدریس درس فیزیک مشغول است.